# Хёг, Карстен
Ка́рстен Хёг (дат. Carsten Høeg; 15 ноября 1896, Ольборг, Дания — 3 апреля 1961, Копенгаген, Дания) — датский музыковед-византолог и филолог.

## Биография
С 1926 года профессор Копенгагенского университета, где когда-то учился сам. Вместе с Генри Тильярдом и Эгоном Веллесом основал серию публикаций «Monumenta musicae Byzantinae» (с 1935 года до конца своих дней). Считался крупным специалистом по византийской музыкальной культуре. Автор работ по древнеславянской и древнегреческой музыке. Был членом Датского освободительного совета. Почётный доктор университетов: Афинского (1937), Абердинского (1948) и Салониковского (1950).

## Сочинения
- Les Saracatsans. v. 1-2. — Pio, Kopenhagen, 1925-1926.
- Graesk musik. — København. 1940.
- Introduktion til Cicero. — 1942.
- The oldest Slavonic tradition of Byzantine music. — 1953.
- Musik og digtning i byzantinsk kristendom. — København, 1955.